# Özgen Eryasa
 (janvier 2021).
Si vous disposez d'ouvrages ou d'articles de référence ou si vous connaissez des sites web de qualité traitant du thème abordé ici, merci de compléter l'article en donnant les références utiles à sa vérifiabilité et en les liant à la section « Notes et références ».
Özgen Eryaşa est un artiste sculpteur sur pierre et instructeur québécois établi à Papineauville, dans l'Outaouais.

## Biographie
Né en 1947[réf. nécessaire] à Bursa, Turquie, Özgen Eryaşa arrive en 1961 avec sa famille à Montréal, où il fait ses études secondaires et universitaires. Il s’intéresse aux arts dès son jeune âge. Gradué en génie physique, il explore la photographie, la peinture, le tissage, le crochet et la sculpture sur bois. Sa prédilection pour la sculpture sur pierre se révèle en 2005.
C’est en 2008 qu’il commence à exposer et vendre ses premières œuvres sur pierre, avec une première exposition en 2009, à Montebello, dans l’Outaouais. Jusqu'en 2017, il renouvellera tous les ans cette exposition, baptisée « Sculpture en deux temps ». Après une carrière de près de 40 ans en informatique, management, gestion de projet et consultation, il commence en juin 2010 à sculpter professionnellement. Ses services sont retenus par la Chambre de commerce Vallée de la Petite-Nation pour réaliser une série de 12 œuvres originales, décernées comme trophées aux lauréats, pour une période de cinq ans. Il met sur pied au début de 2011 une série d’ateliers de formation et commence à enseigner la sculpture sur pierre. Il rédige et collige ses notes d’atelier qu’il décide, au début de 2017, d’intégrer en un recueil sur la sculpture sur pierre à caractère pédagogique.
Il fonde en 2015 la Galerie d'art RIHA, adjacente à son atelier-école situé à Papineauville. La même année, avec trois autres artistes en arts visuels de la Petite-Nation, il fonde Vertèbre, un collectif qui a pour objectif d'expérimenter le processus de création artistique en équipe. Il en résulte une première réalisation collective inspirée d’un thème brûlant : Migration. L’œuvre, une installation de grande envergure, est présentée au public lors de l'exposition Art dans les jardins en septembre 2016.  